# Zonitodema notatithorax
Zonitodema notatithorax es una especie de coleóptero de la familia Meloidae.

## Distribución geográfica
Habita en Dar es Salaam (Tanzania).